# جون فيرغسون (سياسي أسترالي)
جون فيرغسون (بالإنجليزية: John Ferguson)‏ هو نجار وسياسي أسترالي، ولد في 15 مارس 1830 في المملكة المتحدة، وتوفي في 30 مارس 1906 في أستراليا. حزبياً، نشط في حزب التجارة الحرة. وقد انتخب Member of the Queensland Legislative Council ‏ (23 أغسطس 1894 – 30 مارس 1906) وانتخب عضو المجلس التشريعي ولاية كوينزلاند عن دائرة Electoral district of Rockhampton ‏ (8 أكتوبر 1881 – 5 مايو 1888) وانتخب عضو مجلس الشيوخ الأسترالي ‏ عن دائرة كوينزلاند (30 مارس 1901 – 6 أكتوبر 1903).